# Straßenbahn Meran
Koordinaten: 46° 40′ 14″ N, 11° 9′ 34″ O
| Streckenlänge: | 6,70 (zuzüglich Betriebsgleise) km               |                            |                         |
| Spurweite: | 1000 mm (Meterspur)                              |                            |                         |
| Stromsystem: | 750 Volt =                                       |                            |                         |
| Maximale Neigung: | 77 ‰                                             |                            |                         |
| Minimaler Radius: | 20 m                                             |                            |                         |
| Zweigleisigkeit: | Sandplatz–Postbrücke                             |                            |                         |
| |                                                  |                            |                         |
| Eröffnung: | 9. Mai 1908                                      |                            |                         |
| Einstellung: | 24. Mai 1956                                     |                            |                         |
| Tiefster Punkt: | 300 m s.l.m. Friedhof und Remise Viehmarktstraße |                            |                         |
| Höchster Punkt: | 371 m s.l.m. Brunnenplatz und Forst              |                            |                         |
| \| \| 3,73 \| Forst \| 371 m s.l.m. \| \| \| 3,30 \| Etsch \| 348 m s.l.m. \| \| \| 3,20 \| Algund \| 343 m s.l.m. \| \| \| 2,40 \| Löwenwirt \| 321 m s.l.m. \| \| \| 2,30 \| \| 320 m s.l.m. \| \| \| 0,000 0,00 \| \| 307 m s.l.m. \| \| \| 1,60 \| Lacknerhof \| 307 m s.l.m. \| \| \| 0,90 \| Heilanstalt \| 302 m s.l.m. \| \| \| 0,60 \| Hans-von-Vintler-Straße \| 302 m s.l.m. \| \| \| 0,30 \| Vinschgauer Tor \| 306 m s.l.m. \| \| \| \| Vinschgauer Tor \| \| \| \| 0,10 \| Kornplatz \| 308 m s.l.m. \| \| \| 0,640 0,000 0,00 \| Friedhof \| 300 m s.l.m. \| \| \| 0,770 0,00 0,000 0,00 \| Bahnhof \| 302 m s.l.m. \| \| \| 0,330 0,000 0,00 \| Remise Viehmarktstraße \| 300 m s.l.m. \| \| \| 0,000 0,000 0,00 \| Bahnstrecke Bozen–Meran \| Bahnstrecke Bozen–Meran \| \| \| 0,300 0,00 \| Mazziniplatz \| 302 m s.l.m. \| \| \| 0,600 0,00 \| Andreas-Hofer-Straße \| 308 m s.l.m. \| \| \| 0,900 0,00 \| Theaterplatz \| 310 m s.l.m. \| \| \| \| Straßenbahn Lana–Meran \| \| \| \| 1,000 0,00 \| Marktgasse \| 312 m s.l.m. \| \| \| 1,200 0,00 \| Sandplatz \| 315 m s.l.m. \| \| \| 1,300 0,00 \| Postbrücke über die Passer \| 314 m s.l.m. \| \| \| 1,410 0,00 0,000 0,00 \| Postbrücke Eigentumsgrenze \| 317 m s.l.m. \| \| \| 0,200 0,00 \| Valerie-Straße \| 326 m s.l.m. \| \| \| 0,400 0,00 \| Winkelweg \| 336 m s.l.m. \| \| \| 0,920 0,00 \| Obermais Brunnenplatz \| 371 m s.l.m. \| |                                                  |                            |                         |
| U-Bahn-Kopfbahnhof Streckenanfang (Strecke außer Betrieb) | 3,73                                             | Forst                      | 371 m s.l.m.            |
| U-Bahn-Brücke über Wasserlauf (Strecke außer Betrieb) | 3,30                                             | Etsch                      | 348 m s.l.m.            |
| U-Bahn-Bahnhof (Strecke außer Betrieb) | 3,20                                             | Algund                     | 343 m s.l.m.            |
| U-Bahn-Haltepunkt / Haltestelle (Strecke außer Betrieb) | 2,40                                             | Löwenwirt                  | 321 m s.l.m.            |
| U-Bahn-Dienststation / Betriebs- oder Güterbahnhof (Strecke außer Betrieb) | 2,30                                             |                            | 320 m s.l.m.            |
| U-Bahn-Strecke von links (außer Betrieb) · U-Bahn-Abzweig geradeaus, nach rechts und von rechts (Strecke außer Betrieb) | 0,000 0,00                                       |                            | 307 m s.l.m.            |
| U-Bahn-Strecke (außer Betrieb) · U-Bahn-Haltepunkt / Haltestelle (Strecke außer Betrieb) | 1,60                                             | Lacknerhof                 | 307 m s.l.m.            |
| U-Bahn-Strecke (außer Betrieb) · U-Bahn-Bahnhof (Strecke außer Betrieb) | 0,90                                             | Heilanstalt                | 302 m s.l.m.            |
| U-Bahn-Strecke (außer Betrieb) · U-Bahn-Haltepunkt / Haltestelle (Strecke außer Betrieb) | 0,60                                             | Hans-von-Vintler-Straße    | 302 m s.l.m.            |
| U-Bahn-Strecke (außer Betrieb) · U-Bahn-Haltepunkt / Haltestelle (Strecke außer Betrieb) | 0,30                                             | Vinschgauer Tor            | 306 m s.l.m.            |
| U-Bahn-Strecke (außer Betrieb) · U-Bahn-Tunnel (Strecke außer Betrieb) |                                                  | Vinschgauer Tor            | Vinschgauer Tor         |
| U-Bahn-Strecke (außer Betrieb) · U-Bahn-Bahnhof (Strecke außer Betrieb) | 0,10                                             | Kornplatz                  | 308 m s.l.m.            |
| U-Bahn-Haltepunkt / Haltestelle Streckenanfang (Strecke außer Betrieb) · U-Bahn-Strecke (außer Betrieb) · U-Bahn-Strecke (außer Betrieb) | 0,640 0,000 0,00                                 | Friedhof                   | 300 m s.l.m.            |
| U-Bahn-Strecke (außer Betrieb) · U-Bahn-Bahnhof (Strecke außer Betrieb) · U-Bahn-Strecke (außer Betrieb) | 0,770 0,00 0,000 0,00                            | Bahnhof                    | 302 m s.l.m.            |
| U-Bahn-Betriebs-/Güterbahnhof Streckenanfang und quer (Strecke außer Betrieb) · U-Bahn-Abzweig geradeaus und von rechts (Strecke außer Betrieb) · U-Bahn-Strecke (außer Betrieb) · U-Bahn-Strecke (außer Betrieb) | 0,330 0,000 0,00                                 | Remise Viehmarktstraße     | 300 m s.l.m.            |
| U-Bahn-Strecke nach links (außer Betrieb) · Kreuzung mit U-Bahn geradeaus oben (Querstrecke außer Betrieb) · U-Bahn-Abzweig geradeaus, nach rechts und von rechts (Strecke außer Betrieb) · U-Bahn-Strecke (außer Betrieb) | 0,000 0,000 0,00                                 | Bahnstrecke Bozen–Meran    | Bahnstrecke Bozen–Meran |
| U-Bahn-Haltepunkt / Haltestelle (Strecke außer Betrieb) · U-Bahn-Strecke (außer Betrieb) | 0,300 0,00                                       | Mazziniplatz               | 302 m s.l.m.            |
| U-Bahn-Haltepunkt / Haltestelle (Strecke außer Betrieb) · U-Bahn-Strecke (außer Betrieb) | 0,600 0,00                                       | Andreas-Hofer-Straße       | 308 m s.l.m.            |
| U-Bahn-Strecke von links (außer Betrieb) · ehemaliger U-Bahn-Turmbahnhof (Strecke geradeaus außer Betrieb) · U-Bahn-Strecke nach rechts (außer Betrieb) | 0,900 0,00                                       | Theaterplatz               | 310 m s.l.m.            |
| U-Bahn-Strecke nach rechts (außer Betrieb) · U-Bahn-Strecke (außer Betrieb) |                                                  | Straßenbahn Lana–Meran     | Straßenbahn Lana–Meran  |
| U-Bahn-Haltepunkt / Haltestelle (Strecke außer Betrieb) | 1,000 0,00                                       | Marktgasse                 | 312 m s.l.m.            |
| U-Bahn-Bahnhof (Strecke außer Betrieb) | 1,200 0,00                                       | Sandplatz                  | 315 m s.l.m.            |
| U-Bahn-Brücke über Wasserlauf (Strecke außer Betrieb) | 1,300 0,00                                       | Postbrücke über die Passer | 314 m s.l.m.            |
| U-Bahn-Bahnhof (Strecke außer Betrieb) | 1,410 0,00 0,000 0,00                            | Postbrücke Eigentumsgrenze | 317 m s.l.m.            |
| U-Bahn-Haltepunkt / Haltestelle (Strecke außer Betrieb) | 0,200 0,00                                       | Valerie-Straße             | 326 m s.l.m.            |
| U-Bahn-Bahnhof (Strecke außer Betrieb) | 0,400 0,00                                       | Winkelweg                  | 336 m s.l.m.            |
| U-Bahn-Haltepunkt / Haltestelle Streckenende (Strecke außer Betrieb) | 0,920 0,00                                       | Obermais Brunnenplatz      | 371 m s.l.m.            |

Die Straßenbahn Meran erschloss von 1908 bis 1956 die Stadt Meran, den 1924 eingemeindeten Vorort Obermais sowie die Nachbargemeinde Algund.

## Geschichte

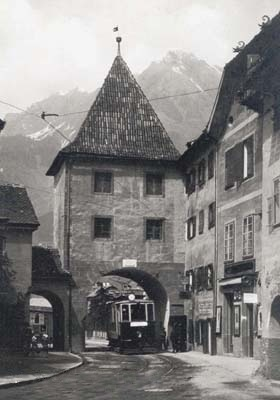
Ein Wagen der Forster Linie durchfährt das Vinschgauer Tor, um 1925

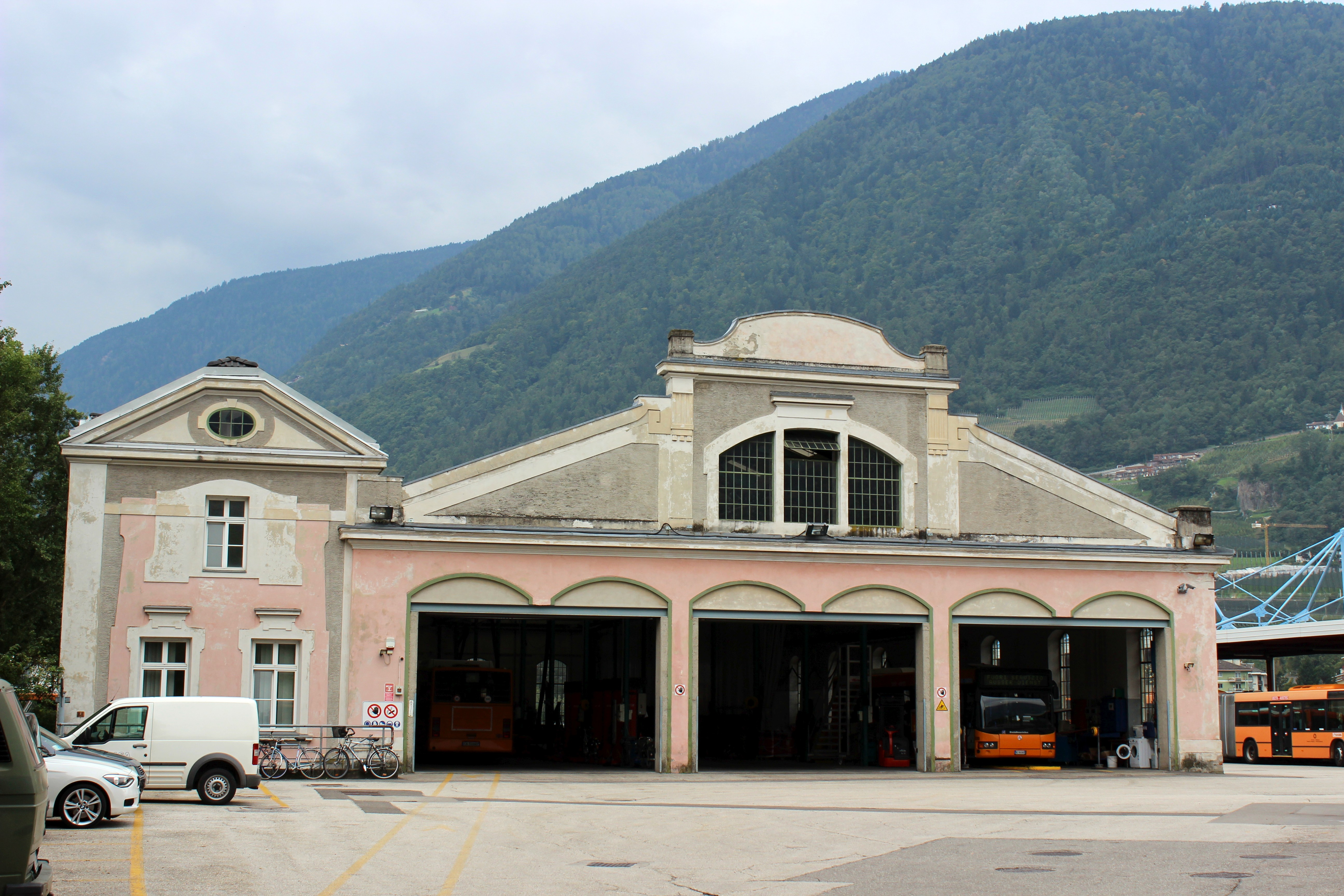
Erhaltene und für Autobusbetrieb adaptierte Remise auf dem Gelände Viehmarktstraße Nummer 8 (2014)

Am 25. Februar 1908 erteilte das zuständige k.k. Eisenbahnministerium in Wien die Konzession für eine „mit elektrischer Kraft zu betreibende schmalspurige Kleinbahn von Meran nach Obermais“. So konnten am 9. Mai 1908 in der, damals viel besuchten, Kurstadt gleichzeitig zwei meterspurige Linien eröffnet werden. Beide berührten den Knotenpunkt Theaterplatz, der bei Eröffnung der Straßenbahn noch Rufinplatz hieß. Von dort hatte außerdem schon am 12. August 1906 die ebenfalls meterspurige Straßenbahn Lana–Meran ihren Betrieb nach der Marktgemeinde Lana aufgenommen. Mit dieser bestand eine Gleisverbindung für betriebliche Überstellungen, aufgrund deren niedrigerer Fahrleitungsspannung war diese jedoch ohne durchgehende Oberleitung ausgeführt.
Die 3,73 Kilometer lange Linie 1 führte als Radiallinie vom Theaterplatz über den Kornplatz und die Vinschgauer Landstraße in westliche Richtung hinaus bis Algund und von dort aus weiter über die Etsch bis in den Algunder Ortsteil Forst. Die 2,33 Kilometer lange Linie 2 war als Durchmesserlinie ausgelegt und verlief vom 1906 neu gebauten Bahnhof über den heutigen Mazziniplatz (Habsburger Platz) und den Theaterplatz (Rufinplatz) am Kurhaus vorbei bis zum Sandplatz. Erst ab 10. Oktober 1908 konnte sie über die Postbrücke (Reichsbrücke) hinauf zum Brunnenplatz (Dr. Karl-Ludwig-Platz) in der noch selbstständigen Gemeinde Obermais verlängert werden. Die Liniennummern fanden allerdings nur betriebsintern Verwendung und waren nicht an den Fahrzeugen angeschrieben.
Am Mazziniplatz zweigte eine circa 500 Meter lange Betriebsstrecke durch die Sankt-Josef-Straße und die Viehmarktstraße zur westlich des Bahnhofs gelegenen Remise ab. Die sechsgleisige Halle mit angebautem Verwaltungsgebäude wurde im Stil der Jahrhundertwende errichtet, das heißt als Stahlfachwerkbau auf gusseisernen Säulen sowie mit charakteristischem Wechsel zwischen Glatt- und Rauputz. Von der Betriebsstrecke zum Depot wiederum zweigte an der Einmündung der Viehmarktstraße in die Sankt-Josef-Straße eine weitere Strecke zum Haupteingang des Städtischen Friedhofs ab, wobei diese 310 Meter lange Verbindung nur im Allerheiligenverkehr am 1. November planmäßig bedient wurde. Ferner existierte eine zweite Betriebsstrecke vom Bahnhof zum Lacknerhof an der Strecke nach Forst. Insgesamt umfasste das – abgesehen von den Ausweichen und dem Doppelspur-Abschnitt Sandplatz–Postbrücke durchgehend eingleisige Streckennetz eine Länge von 6,70 Kilometern zuzüglich Betriebsgleisen von etwa einem Kilometer Länge.
War zu Anfang auf der Linie 2 ein Sechs-Minuten-Takt eingerichtet, so hatte die Straßenbahn nach Beginn des Ersten Weltkrieges Probleme aufgrund der geringen Auslastung. Letztlich fiel sie dem wachsenden Autobus- und Individualverkehr zum Opfer. Sie war schon am 1. Januar 1936 von der Stadt auf das Unternehmen Società Anonima Esercizi Riuniti (S.A.E.R.), einer Tochter des Fahrzeugkonzerns Breda, übergegangen. Am 24. Mai 1956 war der letzte Betriebstag.
Abgesehen von der heute als SASA-Autobusdepot genutzten ehemaligen Remise, die seit 2024 unter Denkmalschutz steht und an der Südfassade noch vier originale Segmentbogenfenster aufweist, sowie einigen Oberleitungsrosetten, sind heute keine Spuren der Bahn mehr sichtbar. Im Vorfeld von kommunalen Wahlen beziehungsweise nach Fahrverboten im Zusammenhang mit der Belastung durch Feinstaub wurde in Erwägung gezogen, wieder eine Straßenbahn in Meran einzuführen.

## Fahrzeuge
Der Wagenpark bestand ursprünglich aus insgesamt zwölf Triebwagen mit den Nummern 1–8 und 101–104 sowie vier Beiwagen mit den Nummern 51B bis 54B, die alle von der Grazer Waggonfabrik stammten. Aufgrund der geringen Auslastung der Bahn wurden schon 1916 die Triebwagen 3 und 5 sowie die Beiwagen 51 und 52 an die Straßenbahn Bozen verkauft. Die anderen beiden Beiwagen 53 und 54 gingen im gleichen Jahr an Straßenbahn Lana–Meran, von wo aus sie bereits 1917 an die Innsbrucker Straßenbahn weitergereicht wurden, die sie unter den neuen Nummern 146 und 147 in ihren Bestand einreihte. Letztere beide blieben bis heute museal erhalten, Nummer 53 bei der Lendcanaltramway der Nostalgiebahnen in Kärnten und Nummer 54 bei den Tiroler Museumsbahnen.

Triebwagen 101 im Ersten Weltkrieg, als Ersatz für eingezogene Schaffner waren damals Schaffnerinnen im Einsatz
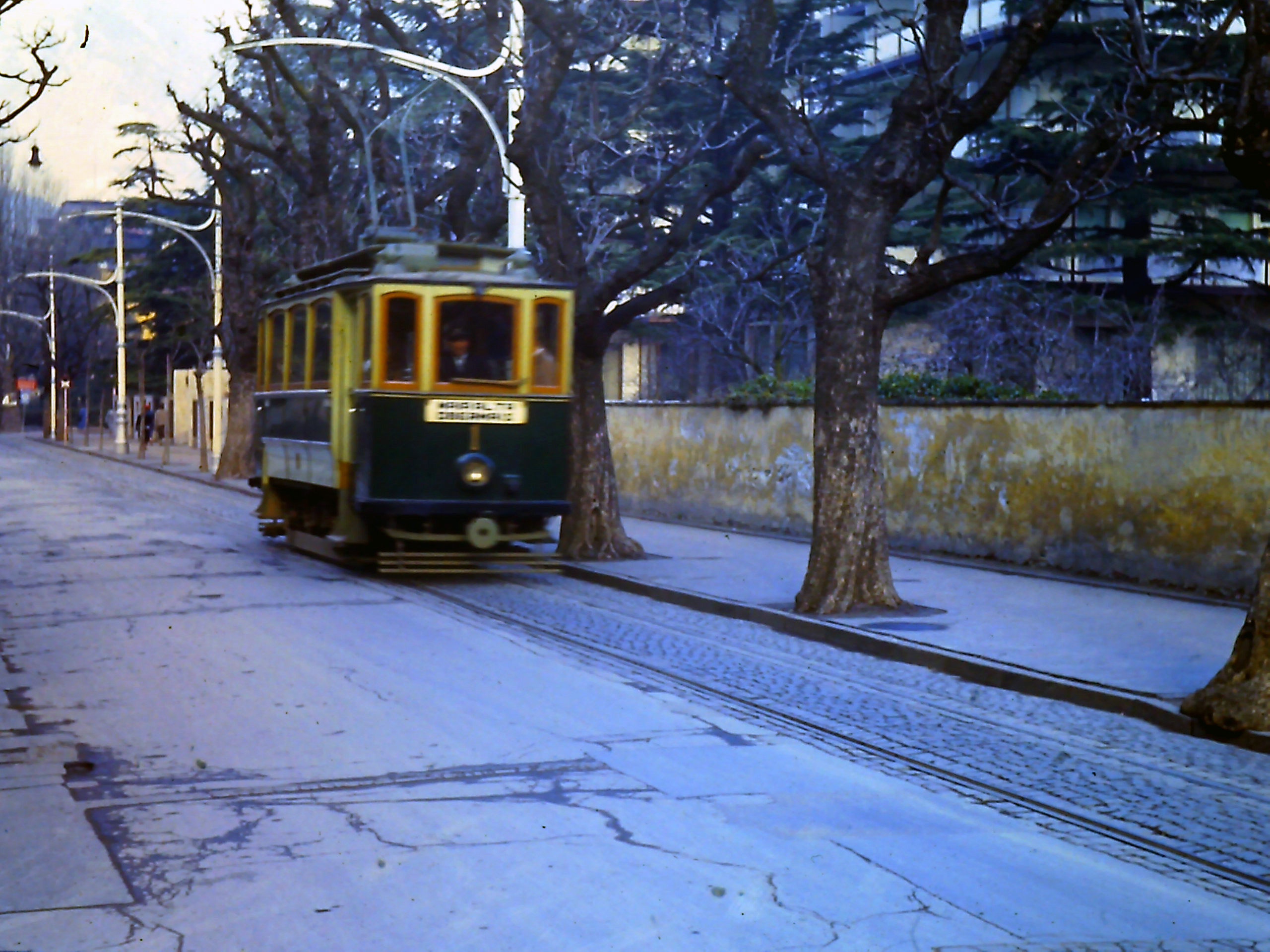
Wagen 1 im Jahr 1955, auf dem Zielschild steht oben MAIA ALTA und unten OBERMAIS
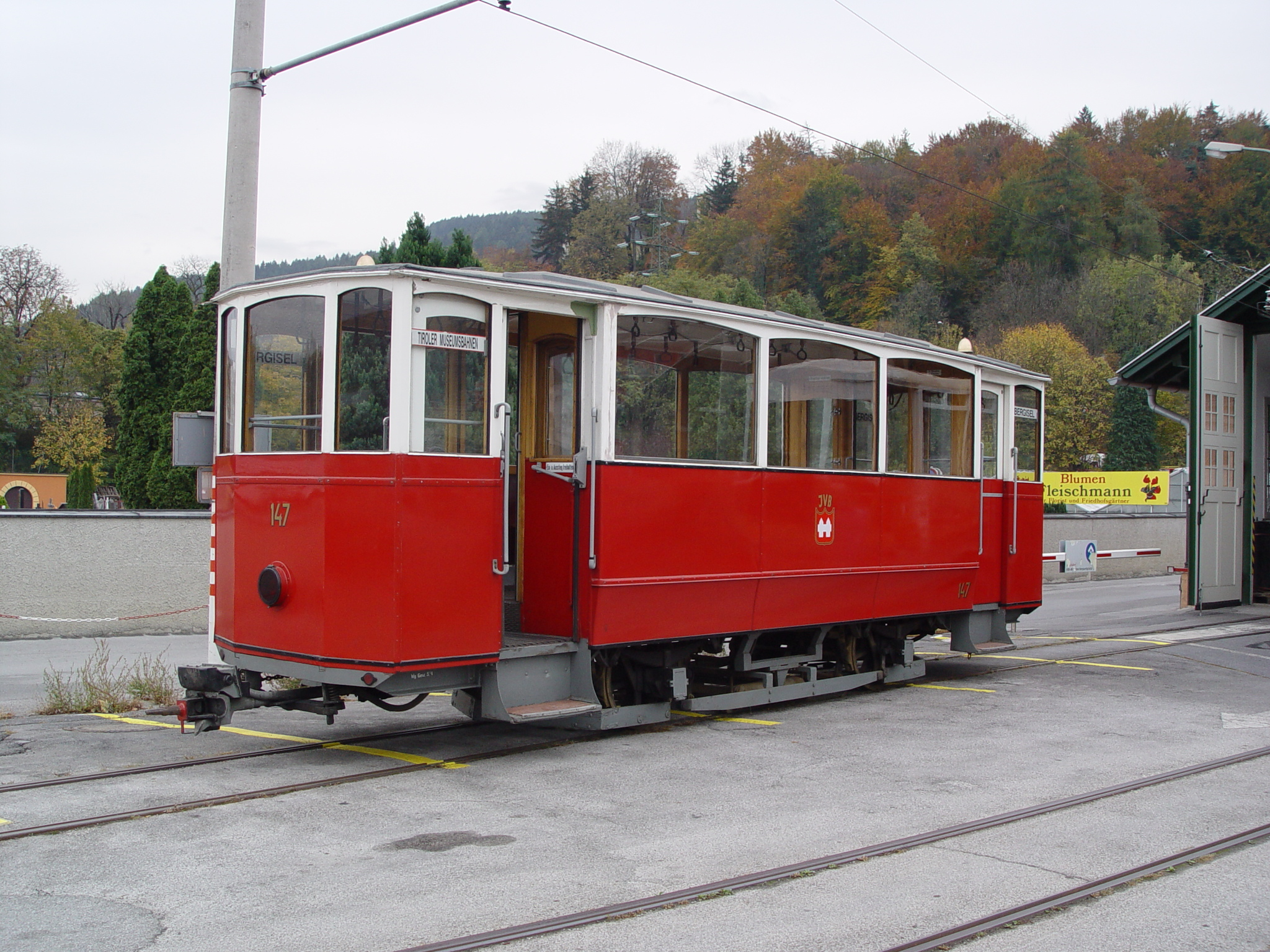
Ehemaliger Meraner Beiwagen in Innsbruck